# Wonderful Tonight: George Harrison, Eric Clapton, and Me
Wonderful Tonight: George Harrison, Eric Clapton, and Me – o Wonderful Today: The Autobiography, como fue titulado en Reino Unido – es la autobiografía de 2007 del exmodelo de moda convertida en fotógrafa Pattie Boyd, escrito con Penny Junor. Comenzando con su niñez en Kenia, Wonderful Tonight cubre la carrera de la modelo de Boyd en Londres durante la década de 1960, su matrimonio y divorcio con el componente de la banda de The Beatles George Harrison y el posterior matrimonio y divorcio con el mejor amigo de Harrison, Eric Clapton. El título del libro se refiere a la canción de 1977 de Clapton, "Wonderful Tonight", que escribió sobre Boyd.